# فيفيك غوبتا
فيفيك غوبتا (بالإنجليزية: Vivek Gupta)‏ هو سياسي هندي، ولد في 27 ديسمبر 1975 في كلكتا في الهند. حزبياً، نشط في مؤتمر ترينامول لعموم الهند ‏.